# 大左
大左（1985年7月29日—），本名左大建，安徽貴池人，中国大陸男歌手、演员、主持人，光线传媒首席男主播。

## 生平
- 1985年 出生于安徽省安庆地区贵池县池州镇（现今安徽省池州市贵池区城區）一个工人家庭；
- 2003年 考入安徽省广播影视职业技术学院影视设计专业大专班（2005年毕业）；
- 2005年 加入合肥市广播电台故事广播频道主持《大话娱乐圈》节目；
- 2006年 加入青海电视台综合频道主持《大众娱乐在线》；
- 2007年 参加光线传媒，主持《最佳现场》栏目；
- 2008年 主持光线传媒《音乐风云榜》；
- 2009年 与柳岩、谢楠共同主持《娱乐现场》；
- 2010年 参与话剧《第七个观众》演出；
- 2011年 主持辽宁卫视“中国版X-FACTOR”《激情唱响》[1]，同年发行单曲《穿越无界》和书籍《左右为楠》[2]；
- 2012年 参与电影《化妆师》，电视剧《咱们结婚吧》等影视剧的拍摄；
- 2013年 主持吉林卫视《大牌生日会》、东南卫视《全民乐翻天》、辽宁卫视《天才童声》；
- 2013年 2013国剧盛典年度演艺偶像
- 2014年 主持中央电视台《加油，少年派》[3]；
- 2015~2021年 於湖北卫视节目《非正式会谈》中担任会长
- 2016年 参加我是歌手第四季，担任关喆的芒果经纪人
- 2018年 参加歌手2018，担任苏诗丁的音乐合伙人

## 音乐作品

### 单曲
未收录在其专辑里的单曲
| 发行日期   | 歌曲名稱                   | 所屬專輯、备注               |
| ---------- | -------------------------- | ---------------------------- |
| 2010-01-01 | 《New Live》（vsGala乐队） | 新能量音乐计划主题曲         |
| 2011-02-01 | 《保持联络》（vs谢楠）     | 收录于谢楠专辑《最好的我们》 |
| 2011-11-01 | 《穿越无尽》               |                              |
| 2013-11-20 | 《怪爱太天真》             | 电视剧《咱们结婚吧》插曲     |

### MV
- 2010年 歌手赤雪《幸福的距离》MV男主角
- 2011年 歌手谢楠《保持联络》MV男主角

## 影视作品

### 电视剧
| 上映时间 | 剧名           | 角色   | 备注                             |
| -------- | -------------- | ------ | -------------------------------- |
| 2013年   | 《咱们结婚吧》 | 焦阳   |                                  |
| 2014年   | 《绝爱》       | 林启聪 |                                  |
| 2015年   | 《前夫求爱记》 | 郝小建 |                                  |
| 2015年   | 《向幸福出发》 | 磨墨   | 又名《半步天涯》                 |
| 2017年   | 《主妇也要拼》 |        |                                  |
| 2017年   | 《青春最好时》 | 蓝老师 | 客串                             |
| 2021年   | 《光荣与梦想》 | 博古   | * 以原名「左大建」出演在參演名單 |

### 电影
| 年度   | 剧名       | 角色 | 备注 |
| ------ | ---------- | ---- | ---- |
| 2012年 | 伤心童话   | 尹哲 |      |
| 2014年 | 化妆师     | 杨乐 |      |
| 2015年 | 咱们结婚吧 |      |      |
| 2015年 | 非你勿扰   |      |      |

### 话剧
- 2010年 话剧《第七个观众》

## 主持节目
- 2005年 合肥市广播电台《大话娱乐圈》；
- 2006年 青海电视台《大众娱乐在线》；
- 2007年 光线传媒《最佳现场》；
- 2008年 光线传媒《音乐风云榜》；
- 2009年 光线传媒《娱乐现场》；
- 2010年 北京电视台生活频道《时尚装苑》；
- 2011年 辽宁卫视《激情唱响》《天天唱响》、河北电视台《完美行动》；
- 2012年 光线传媒《巨星梦想学院》、甘肃卫视《星梦奇媛》、天津卫视《夫妻天下》；
- 2013年 吉林卫视《大牌生日会》、山东电视台《相亲相爱》、东南卫视《全民乐翻天》、辽宁卫视《天才童声》；
- 2014年 中央电视台《加油，少年派》
- 2015~2019年 湖北卫视《非正式会谈》
- 2020年 優酷&江蘇衛視《我們戀愛吧》第2季
- 2021年 優酷&江蘇衛視《怦然心動20歲 第一季》
- 2022年 優酷&江蘇衛視《怦然心動20歲 第二季》
- 2023年 優酷《怦然心動20歲 第三季》

## 书籍/写真集
- 2011年 自传体书籍《左右为楠》